# Joseph Fallen

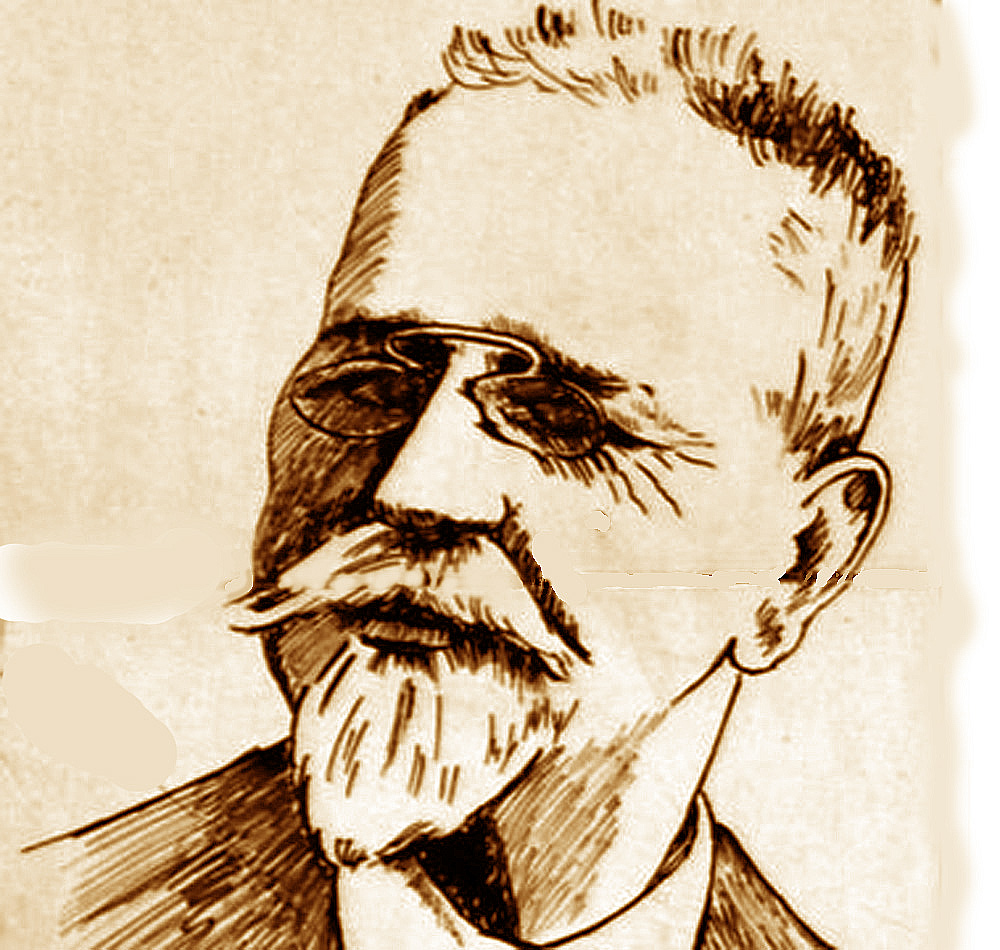
Joseph Fallen

Joseph Fallen (* 3. März 1863 in Aubagne; † 13. Januar 1934 ebenda) war ein französischer Mediziner, Okzitanist und Schriftsteller okzitanischer Sprache.

## Leben und Werk
Joseph Fallen studierte Medizin, wurde 1889 an der Sorbonne promoviert und machte sich in Aubagne als Arzt um die Bevölkerung verdient. Ab 1901 veröffentlichte er eine Reihe von Theaterstücken in okzitanischer Sprache (darunter historische) und engagierte sich im Félibrige. 1909 wurde er Majoral (Akademiemitglied) (Sitz: Cigalo dou Ventour). Von 1919 bis 1922 war er Capoulié (Präsident) des Félibrige. Er sorgte für die Einrichtung von gymnasialen Provenzalischkursen und hinterließ eine provenzalische Grammatik. In Aubagne ist eine Straße nach ihm benannt.

## Werke (Auswahl)
- La neissènço dóu Crist. Dramo bibli en cinq ate, sèt tablèu en vers prouvençau, dialèite marsihés. P. Ruat, Marseille 1901.
- La Fauto d'un paire, dramo en un ate en vers. P. Ruat, Marseille 1905.
- Lei Boufigo de Moussu lou maire, coumédi en 1 ate. P. Ruat, Marseille 1906.
- L'Arbiho, coumédi en un Ate, emé cant. Roumanille, Avignon 1920.
- L'eiretiero de la Rèino Jano. Dramo istourique en cinq ate en vers emé la traducien franceso vis-à-vis. Roumanille, Avignon 1922. (« Die Erbin der Königin Johanna von Neapel »)
- Per mounto-davalo (Par monta et par vaux). La Santo-Baumo, pouèmo prouvençau en dès cant emé proulogue e epilogue. Traducien francesco en dessouto. Tacussel, Marseille 1928.
- Lei floureto dou Camin en tres garbeto. Traducien francesco en dessouto. Tacussel, Marseille 1929.
- Raconte e sourneto. Glena dino lou campas. Cascaraleto. Tacussel, Marseille 1930.
- Grammaire provençale. Phonologie, morphologie. Impression Universitaire de Provence, Aix-en-Provence 1938. (Hrsg. Victor Cayol)